# Saison 1942-1943 de l'AS Saint-Étienne
Chronologie
Saison précédente Saison suivante
Cet article fournit diverses informations sur la saison 1942-1943 de l'AS Saint-Étienne, un club de football français basé à Saint-Étienne (Loire).

## Résumé de la saison
- La D1 change encore de formule cette année et se divise à présent en 2 groupes de 16 équipes. L'ASSE continue son aventure dans le groupe "Zone Libre".
- 08/02/43 : Démission de Pierre Guichard après les décisions sportives prises par le Gouvernement de Vichy. Paul Laval est nommé à sa place mais il décèdera peu de temps après et sera remplacé par Maître Perroudon le 06/09/43 (Voir ASSE : 1943-1944).

## Équipe professionnelle

### Transferts
Sont considérés comme arrivées, des joueurs n’ayant pas joué avec l’équipe 1 la saison précédente.
| Nom                     | Nationalité | Poste     | Transfert | Provenance/Destination | Division |
| ----------------------- | ----------- | --------- | --------- | ---------------------- | -------- |
| Arrivées                |             |           |           |                        |          |
| Auguste Mingaud         |             | Gardien   | -         | -                      | -        |
| Roger Rolhion           |             | Défenseur | -         | -                      | -        |
| Gabriel Boirayron       |             | Milieu    | -         | -                      | -        |
| Antoine Fuchs           |             | Milieu    | -         | -                      | -        |
| Joseph Rich II          |             | Milieu    | -         | -                      | -        |
| Emile Robert            |             | Milieu    | -         | -                      | -        |
| Camille Lascioli        |             | Attaquant | -         | -                      | -        |
| Maurice Bonnard         |             | Attaquant | -         | -                      | -        |
| Jean-François Tenneroni |             | Attaquant | -         | -                      | -        |
| Antoine Rodriguez       |             | Attaquant | Transfert | CO Roche-la-Molière    | -        |
| Départs                 |             |           |           |                        |          |
| Emile Vovard            |             | Gardien   | -         | -                      | -        |
| Joseph Biechert         |             | Défenseur | -         | -                      | -        |
| Jean Bourriau           |             | Défenseur | -         | -                      | -        |
| André Calligaris        |             | Défenseur | -         | -                      | -        |
| Ferenc Odry             |             | Milieu    | -         | -                      | -        |
| Vicktor Spechtl         |             | Milieu    | -         | -                      | -        |
| Jean Tamini             |             | Attaquant | Transfert | Lyon OU                | -        |
| Karel Hess              |             | Attaquant | -         | -                      | -        |
| Jules Bigot             |             | Attaquant | -         | -                      | -        |
| Stanislas Bartkowiak    |             | Attaquant | -         | -                      | -        |

### Championnat

#### Matchs allers
| Date       | N o | Adversaire             | Lieu | Résultat | Buteurs pour Saint-Étienne        | Points |
| ---------- | --- | ---------------------- | ---- | -------- | --------------------------------- | ------ |
| 30/08/1942 | J01 | Stade clermontois      | Dom. | 0 - 1    | -                                 | 0      |
| 06/09/1942 | J02 | Cannes                 | Ext. | 2 - 1    | Rodriguez 66e                     | 0      |
| 13/09/1942 | J03 | ESA Brive              | Dom. | 2 - 0    | Roure , Rodriguez                 | 2      |
| 20/09/1942 | J04 | Olympique de Marseille | Ext. | 3 - 1    | Rodriguez 70e                     | 2      |
| 27/09/1942 | J05 | FC Annecy              | Dom. | 0 – 0    | -                                 | 3      |
| 06/10/1942 | J06 | FC Grenoble            | Dom. | 1 – 1    | Rodriguez 20e                     | 4      |
| 11/10/1942 | J07 | USO Montpellier        | Ext. | 1 – 1    | Tenneroni 80e                     | 5      |
| 18/10/1942 | J08 | Lyon OU                | Ext. | 0 - 1    | Tenneroni 68e                     | 7      |
| 25/10/1942 | J09 | AS Avignon             | Dom. | 2 - 1    | Tenneroni 6e, Roussel 75e (csc)   | 9      |
| 06/11/1942 | J10 | Nîmes Olympique        | Ext. | 2 - 1    | Rich I 10e                        | 9      |
| 15/11/1942 | J11 | FC Sète                | Dom. | 3 - 1    | Rodriguez 42e 62e, Tax 75e (pen.) | 11     |
| 29/11/1942 | J12 | OGC Nice               | Ext. | 1 - 0    | -                                 | 11     |
| 06/12/1942 | J13 | Olympique Alès         | Dom. | 1 - 4    | Tax                               | 11     |
| 25/12/1942 | J14 | Toulouse FC            | Ext. | 5 - 2    | Tax , Rodriguez                   | 11     |
| 27/12/1942 | J15 | USA Perpignan          | Ext. | 8 - 2    | Rodriguez 15e, Bailly             | 11     |

#### Matchs retours
| Date       | N o | Adversaire             | Lieu | Résultat | Buteurs pour Saint-Étienne                             | Points |
| ---------- | --- | ---------------------- | ---- | -------- | ------------------------------------------------------ | ------ |
| 01/01/1943 | J16 | Cannes                 | Dom. | 3 - 1    | Tax 2e 27e (pen.), Rodriguez 70e                       | 13     |
| 03/01/1943 | J17 | OGC Nice               | Dom. | 1 - 3    | Tax 47e                                                | 13     |
| 17/01/1943 | J18 | ESA Brive              | Ext. | 4 - 0    | -                                                      | 13     |
| 31/01/1943 | J19 | Olympique de Marseille | Dom. | 0- 1     | -                                                      | 13     |
| 14/02/1943 | J20 | FC Annecy              | Ext. | 3 - 6    | Rich II 18e, Rich I 43e , Tenneroni 61e , Cabannes 63e | 15     |
| 28/02/1943 | J21 | Lyon OU                | Dom. | 3 - 0    | Rodriguez 72e                                          | 17     |
| 21/03/1943 | J22 | AS Avignon             | Ext. | 1 - 0    | -                                                      | 17     |
| 28/03/1943 | J23 | Nîmes Olympique        | Dom. | 2 - 1    | Amar                                                   | 19     |
| 11/04/1943 | J24 | USA Perpignan          | Dom. | 3 - 0    | Roure 5e 75e, Cabannes 44e                             | 21     |
| 26/04/1943 | J25 | Olympique Alès         | Ext. | 0 - 1    | Rodriguez 47e                                          | 23     |
| 02/05/1943 | J26 | Toulouse FC            | Dom. | 1 – 1    | Roure 5e                                               | 24     |
| 09/05/1943 | J27 | FC Sète                | Ext. | 1 – 1    | Tax -                                                  | 25     |
| 16/05/1943 | J28 | Stade clermontois      | Ext. | 2 - 4    | Rich II 18e 63e, Roure 80e, Rodriguez 84e              | 27     |
| 23/05/1943 | J29 | FC Grenoble            | Ext. | 0 - 1    | Rich II 23e                                            | 29     |
| 30/05/1943 | J30 | USO Montpellier        | Dom. | 6 - 1    | Tax 32e (pen.) , Rodriguez , Rich II                   | 31     |

#### Classement
| Rang | Équipe                   | Pts | J  | G  | N  | P  | Bp  | Bc | GA    |
| ---- | ------------------------ | --- | -- | -- | -- | -- | --- | -- | ----- |
| 1    | Toulouse FC              | 47  | 30 | 21 | 5  | 4  | 93  | 31 | 3     |
| 2    | FC Grenoble              | 41  | 30 | 17 | 7  | 6  | 51  | 38 | 1,342 |
| 3    | Olympique de Marseille C | 40  | 30 | 16 | 8  | 6  | 100 | 43 | 2,326 |
| 4    | FC Sète                  | 40  | 30 | 17 | 6  | 7  | 62  | 31 | 2     |
| 5    | AS Saint-Étienne         | 31  | 30 | 13 | 5  | 12 | 50  | 49 | 1,02  |
| 6    | OGC Nice                 | 30  | 30 | 13 | 4  | 13 | 45  | 55 | 0,818 |
| 7    | ESA Brive                | 29  | 30 | 13 | 3  | 14 | 58  | 61 | 0,951 |
| 8    | AS Cannes                | 29  | 30 | 12 | 5  | 13 | 52  | 51 | 1,02  |
| 9    | Nîmes Olympique          | 29  | 30 | 11 | 7  | 12 | 42  | 47 | 0,894 |
| 10   | FC Annecy                | 28  | 30 | 9  | 10 | 11 | 42  | 55 | 0,764 |
| 11   | Lyon OU                  | 26  | 30 | 10 | 6  | 14 | 42  | 55 | 0,764 |
| 12   | USA Perpignan            | 25  | 30 | 9  | 7  | 14 | 41  | 46 | 0,891 |
| 13   | Stade clermontois        | 24  | 30 | 9  | 6  | 15 | 44  | 61 | 0,721 |
| 14   | Olympique Alès           | 21  | 30 | 8  | 5  | 17 | 32  | 56 | 0,571 |
| 15   | USO Montpellier          | 20  | 30 | 7  | 6  | 17 | 34  | 61 | 0,557 |
| 16   | AS Avignon               | 20  | 30 | 7  | 6  | 17 | 37  | 85 | 0,435 |

Abréviations
CF : Vainqueur de la Coupe de France 1942-43

### Coupe de France
| Date       | N o   | Adversaire          | Lieu            | Résultat | Buteurs pour Saint-Étienne                       | Suite                    |
| ---------- | ----- | ------------------- | --------------- | -------- | ------------------------------------------------ | ------------------------ |
| 22/11/1942 | 1/32e | FC Bourg-Péronnas   | Bourg-en-Bresse | 1 - 2    | Rodriguez 65e, Cabannes                          | Qualifiés pour les 1/16e |
| 13/12/1942 | 1/16e | Côte-Chaude Sportif | Saint-Étienne   | 4 - 0    | Laurent -, Rodriguez 68e, Tax 78e (pen.), Robert | Qualifiés pour les 1/8e  |
| 10/01/1943 | 1/8e  | FC Annecy           | Lyon            | 6 - 0    | Rodriguez , Roure , Tenneroni                    | Qualifiés pour les 1/4   |
| 07/02/1943 | 1/4   | USA Perpignan       | Nîmes           | 0 - 2 ap | -                                                | Éliminés                 |

### Statistiques

#### Buteurs
| Place | Nom                     | Championnat Zone Libre | Coupe de France | TOTAL des BUTS |
| 1     | Antoine Rodriguez       | 17 buts                | 5 buts          | 22 buts        |
| 2     | Ignace Tax              | 8 buts                 | 1 but           | 9 buts         |
| 3     | Claude Roure            | 5 buts                 | 2 buts          | 7 buts         |
| 4     | Jean-François Tenneroni | 5 buts                 | 1 but           | 6 buts         |
| 5     | Joseph Rich II          | 5 buts                 | -               | 5 buts         |
| 6     | Joseph Rich I           | 3 buts                 | -               | 3 buts         |
| 6     | Emile Cabannes          | 2 buts                 | 1 but           | 3 buts         |
| 8     | Abdelkader Amar         | 2 buts                 | -               | 2 buts         |
| 9     | Jean Bailly             | 1 but                  | -               | 1 but          |
| 9     | Emile Robert            | -                      | 1 but           | 1 but          |
| #     | contre son camp         | 1 but                  | 1 but           | 2 buts         |
| Total | 9 buteurs               | 50 buts                | 12 buts         | 62 buts        |

Date de mise à jour : le 15 septembre 2014.